# ジョン・アイゼンハワー
ジョン・シェルドン・ダウド・アイゼンハワー（John Sheldon Doud Eisenhower、1922年8月3日 - 2013年12月21日）は、アメリカ合衆国の陸軍軍人、軍事史家。第34代大統領ドワイト・D・アイゼンハワーの次男。リチャード・ニクソン政権期には外交官として活躍した。最終階級は、陸軍准将。

## 経歴
ドナルド・アイゼンハワーとマミー・アイゼンハワーとの間に生まれる。第二次世界大戦や朝鮮戦争に従軍した。アイゼンハワー政権ではホワイトハウスに勤務し、ニクソン政権では1969年から1971年まで駐ベルギー大使を務めた。
2004年アメリカ合衆国大統領選挙では、共和党員でありながら民主党候補のジョン・ケリーを支持した。
軍事史家としては、主に第一次世界大戦、第二次世界大戦、南北戦争を扱っている。
2013年12月21日、91歳で死去。